# Тани, Хисао
Хисао Тани (яп. 谷 寿夫, 22 декабря 1882, Окаяма, Японская империя — 26 апреля 1947, Нанкин, Китай) — генерал-лейтенант Императорской армии Японии в годы Второй мировой войны, причастен к Нанкинской резне.

## Биография
Тани был родом из префектуры Окаяма. Окончил Военную академию Императорской армии Японии в 1903 году и Высшую военную академию Императорской армии Японии. Он нёс службу в качестве второго лейтенанта в пехотном полку Императорской гвардии во время Русско-японской войны. Впоследствии он был отправлен в Великобританию в качестве военного атташе в 1915—1918 годах. Там Хисао Тани был официальным наблюдателем от японского правительства, следящим за боевой обстановкой на Западном фронте Первой мировой войны. В 1922—1924 годах, после возвращения в Японию, он был прикреплён к 6-му полку 3-й дивизии Императорской армии Японии.
В 1924 году Тани стал инструктором в Высшей военной академии Императорской армии Японии, а его тексты по стратегии и тактики во время русско-японской войны стали настольной книгой.
В 1929—1932 годах Тани служил на различных должностях Генерального штаба Императорской армии Японии, а в 1932 году стал председателем военной разведки. В 1933 году он принял командование 2-й бригадой Императорской гвардии, в 1934 году назначен комендантом крепости Токио-Бэй, а в 1935 году стал командующим 9-й Depot дивизией.
В 1935—1937 годах Тани был командиром 6-й дивизии Императорской армии Японии, которая подчинялась Экспедиционной армии в Китае с декабря 1937 года. 6-я дивизия воевала в Северном Китае и участвовала в Пекин-Ханькоуской операции. Потом дивизия вошла в состав 10-й армии, с которой приняла участие в окончании Второго Шанхайского сражения и битве за Нанкин.
Вернувшись в Японию в конце 1937 года, Тани стал главнокомандующим Центральной армии с 28 декабря 1937 по 1 августа 1939 года, после чего он отправился в резерв и на пенсию. В 1945 году в конце Второй мировой войны Тани получил в командование 59-ю армию и Тюгокский военный округ.

### Суд и казнь
После завершения Второй мировой войны правительство Китая потребовало экстрадиции  Тани в Китай для суда за военные преступления. Первоначально на Нанкинском трибунале Тани отвергал все обвинения, и возлагал ответственность на корейских солдат, служивших в японской армии. Некоторые японские источники также отвергают обвинения, в частности, утверждается, что в конце 1937 года во время нанкинской резни Тани уже покинул Китай. Однако нанкинская резня началась 13 декабря, а Тани командовал вошедшей в Нанкин 6 дивизией до 28 декабря. После многочисленных свидетельств выживших китайцев и нескольких иностранцев, которые наблюдали бойню из Нанкинской зоны безопасности, в частности, профессора Бейтса из университета Нанкина, Тани дал признательные показания. Он был признан виновным в поощрении и подстрекательстве своих подчинённых на массовые убийства военнопленных и гражданских лиц, а также на изнасилования, грабёж и бессмысленное уничтожение собственности во время битвы за Шанхай и оккупации Нанкина. Хисао Тани был расстрелян 26 апреля 1947 года недалеко от южных ворот Нанкина.

## Награды
- Орден Восходящего солнца 1 класса (29 апреля 1940)
- Орден Золотого коршуна 5 класса (1939)
- Орден Священного сокровища 1 степени (27 марта 1939)[4]
- Медаль «В честь 2600 летия Японской империи» (15 августа 1940)[5]
- Королевский Викторианский орден
- Военный крест
- Памятный крест о войне (24 июля 1930)[6]
- Крест Военных заслуг